# Csehbánya
Csehbánya là một thị trấn thuộc hạt Veszprém, Hungary. Thị trấn này có diện tích 12,83 km², dân số năm 2010 là 277 người, mật độ 22 người/km².